# Beau Geste (film, 1926)
Pour les articles homonymes, voir Beau Geste.
Pour plus de détails, voir Fiche technique et Distribution.
Beau Geste est un film américain muet réalisé par Herbert Brenon et sorti en 1926. 
Herbert Brenon en a réalisé un remake parlant en 1931, avec Ralph Forbes, sous le titre Beau Ideal.

## Synopsis

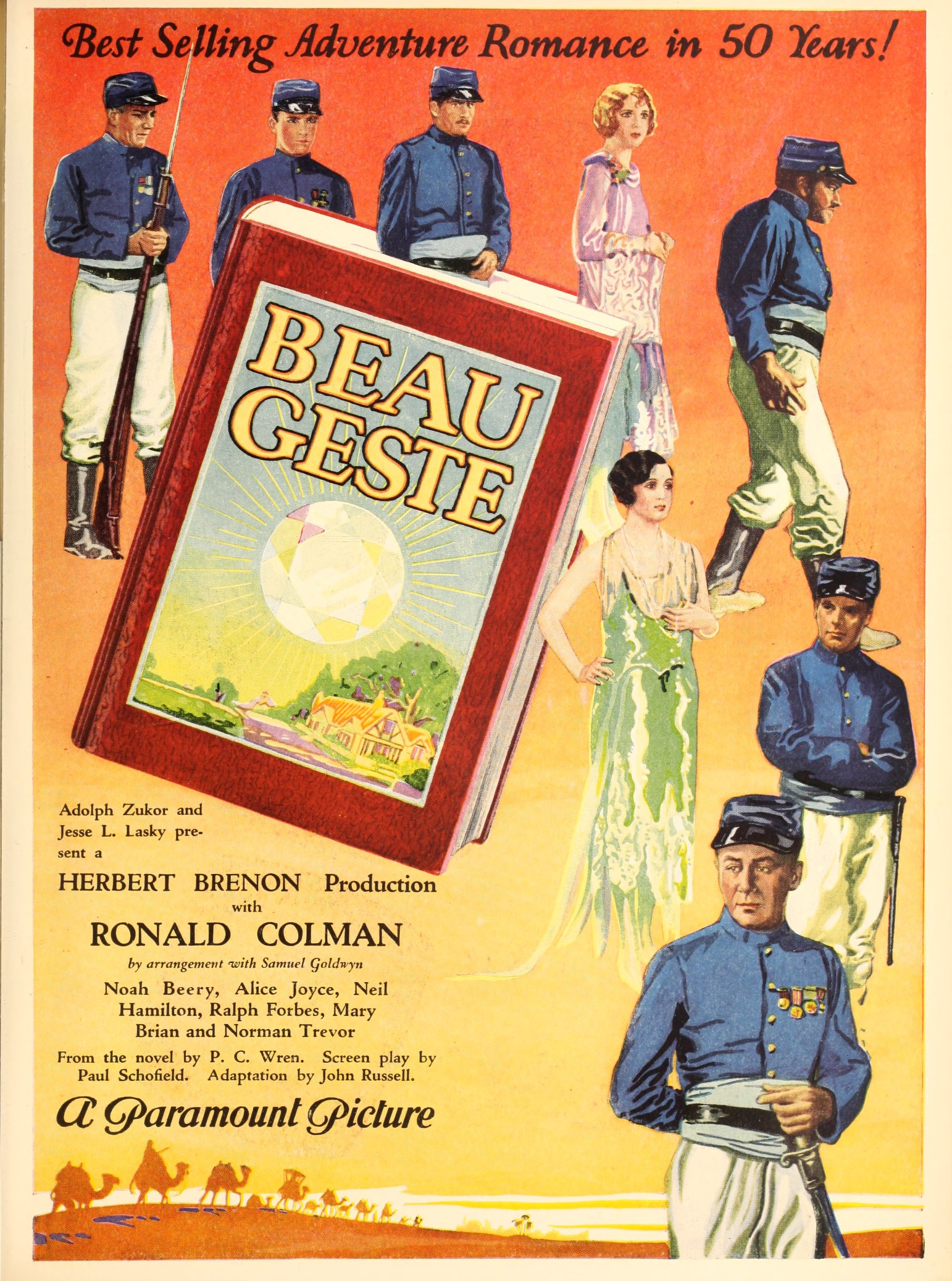
Publicité pour le film dans Motion Picture News.

Un détachement de la légion étrangère française arrive dans un fort situé dans le désert africain. Les hommes du fort sont tous morts. Le film raconte l'histoire de trois frères anglais qui se trouvaient dans ce fort.

## Fiche technique
- Réalisation : Herbert Brenon
- Scénario : Herbert Brenon, John Russell, Paul Schofield d'après le roman Beau Geste de Percival Christopher Wren
- Producteurs : Jesse L. Lasky, Adolph Zukor
- Production : Paramount Pictures
- Musique : Hugo Riesenfeld
- Image : J. Roy Hunt
- Montage : Julian Johnson
- Pays de production :  États-Unis
- Genre : Drame, aventure, action et guerre
- Durée : 101 minutes
- Date de sortie :
  - États-Unis : 25 août 1926

## Distribution
- Ronald Colman : Michael 'Beau' Geste
- Neil Hamilton : Digby Geste
- Ralph Forbes : John Geste
- Alice Joyce : Lady Patricia Brandon
- Mary Brian : Isabel Rivers
- Noah Beery : Sgt. Lejaune
- Norman Trevor : Maj. de Beaujolais
- William Powell : Boldini
- George Regas : Maris
- Bernard Siegel : Schwartz
- Victor McLaglen : Hank
- Donald Stuart : Buddy
- Paul McAllister : St. Andre
- Redmond Finlay : Cordere
- Ram Singh : Prince Ram Singh